# Буджакская степь
Буджакская степь (Буджакская степная область расчленённых равнин) — природная область на юге Молдавии и на юго-западе Украины (Одесская область). Имеет площадь 3210 км² на территории Молдавии. Находится на причерноморской низменности и является частью Понтийско-Каспийской степи. Располагается на территории исторической области Буджак. Из форм рельефа и рек буджакская степь на севере граничит с Центрально-Молдавской возвышенностью, на юге — с Дунаем, на юго-востоке с Чёрным морем, на западе с Тигечской возвышенностью (Тигечские кодры), на востоке — с Днестром, на северо-востоке с Нижнеднестровской равниной. Из природных же областей на севере она граничит с Нижнеднестровской лесостепью и Лесостепью Южной Молдавии, на западе снова с Лесостепным районом Южной Молдавии, на крайнем юго-западе с Нижнепрутской лесостепью и на крайнем северо-востоке с Нижнеднестровской степью. Из-за малого количества леса и открытой местности случаются сильные ветры.

## Климат
Климат умеренно континентальный умеренных широт. Зима холодная с невысоким снежным покровом. Весной в буджакской степи начинают в большом количестве расти цветы, деревья и травы. Вся степь становится зелёной. Жаркое лето с высокими температурами. Период засухи длится долго.
Для Буджакской степи характерна достаточно малая облачность и малое годовое количество осадков, максимум которых приходится на лето в виде ливней.

## Растительность

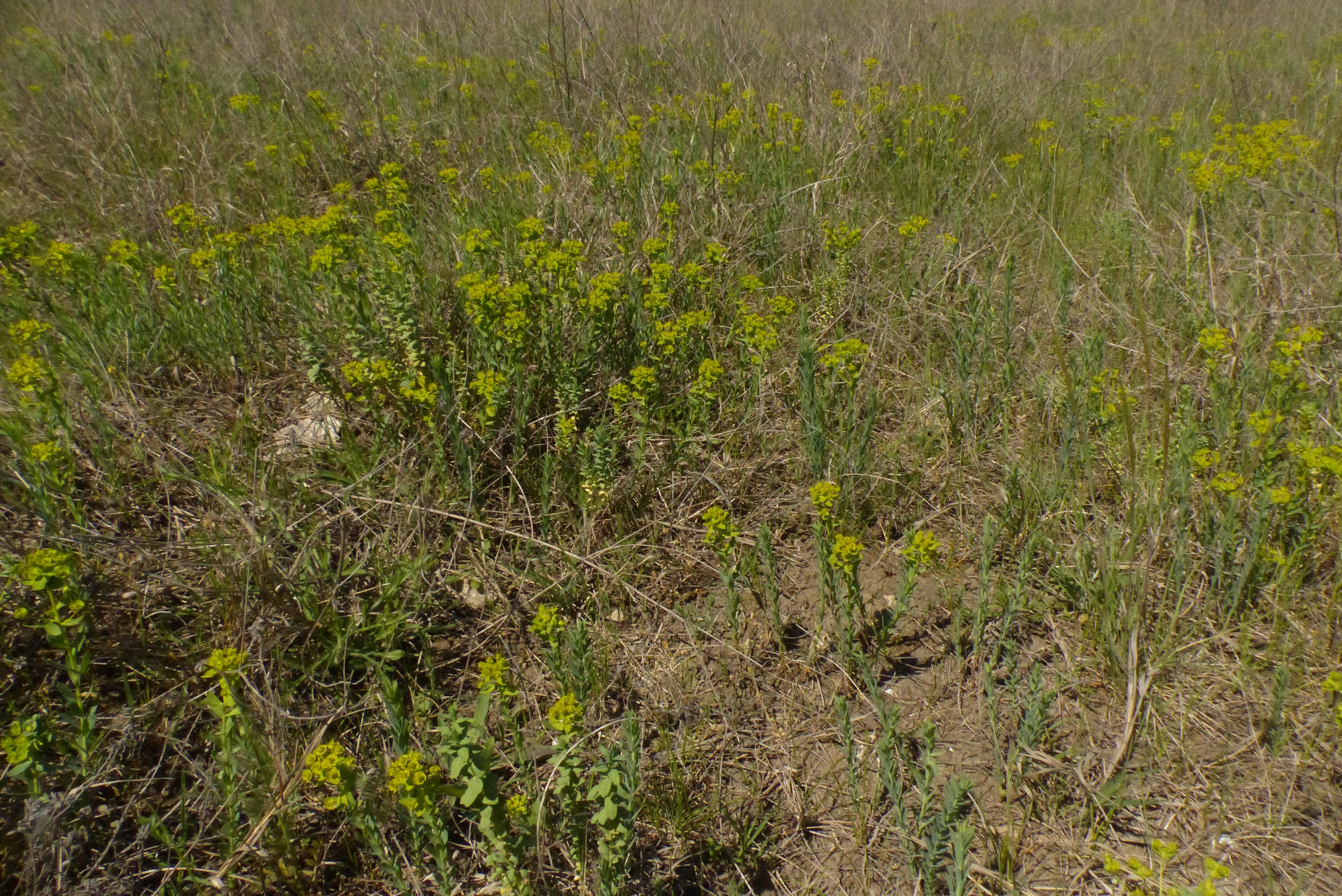
Цветущие степные травы

В буджакской степи преобладают растения — ксерофиты и мезофиты, обычно это многолетняя трава (ковыль, типчак, мятлик, тонконог молдавский, бородач). В настоящее время почти полностью преобразована в сельскохозяйственные ландшафты: посевы зерновых, виноградники, пастбища (в основном для коз, овец и коров).
Из общей площади буджакской степи 6,1 % приходится на лес.